# سيدي لعجال
سيدي لعجال هي بلدية تقع في ولاية الجلفة في الجزائر. وتبعد عن العاصمة حوالي (211 كم).